# Dornha
Dornha (en francès Dourgne) és un municipi francès situat al departament del Tarn i a la regió d'Occitània.
Dins el terme municipal destaquen les abadies benedictines d'En-Calcat i de Santa Escolàstica, fundades el 1890.

## Demografia
| 1962                                       | 1968  | 1975  | 1982  | 1990  | 1999  | 2006  |
| ------------------------------------------ | ----- | ----- | ----- | ----- | ----- | ----- |
| 1.189                                      | 1.299 | 1.250 | 1.233 | 1.211 | 1.186 | 1.258 |
| Des de 1962: població sense dobles comptes |       |       |       |       |       |       |

## Administració
| Període | Identitat   | Partit |
| ------- | ----------- | ------ |
| 2001-   | Hélène Azam |        |